# 1892 na arte

## Nascimentos
| Data        | Nome                      | Profissão                                       | Nacionalidade                              | Observações | Ref   |
| ----------- | ------------------------- | ----------------------------------------------- | ------------------------------------------ | ----------- | ----- |
| 6 de maio   | Cristiano Cruz            | veterinário, pintor, desenhador e caricaturista | Reino Unido de Portugal, Brasil e Algarves | m. 1951     |       |
| 14 de julho | Fernando dos Santos       | pintor e dramaturgo                             | Reino Unido de Portugal, Brasil e Algarves | m. 1965     | [ 1 ] |
| ??          | Américo da Silva Amarelhe | caricaturista, pintor e cenógrafo               | Reino Unido de Portugal, Brasil e Algarves | m. 1946     |       |

## Mortes
| Data         | Nome      | Profissão | Nacionalidade                       | Observações | Ref |
| ------------ | --------- | --------- | ----------------------------------- | ----------- | --- |
| 3 de outubro | Paul Peel | pintor    | Reino Unido · (Província do Canadá) | n. 1860     |     |